# Côtebrune
Côtebrune település Franciaországban, Doubs megyében. Lakosainak száma 82 fő (2022. január 1.). Côtebrune Magny-Châtelard és Aïssey községekkel határos.

## Népesség
A település népességének változása:
| Lakosok száma | 40   | 44   | 58   | 66   | 70   | 74   | 80   | 84   | 84   | 82   |
|               | 1968 | 1982 | 1990 | 2006 | 2013 | 2015 | 2017 | 2019 | 2020 | 2022 |